# Ralph Pearson
Ralph G. Pearson (Chicago, 12 de janeiro de 1919 - 12 de outubro de 2022) foi um químico estadunidense, mais conhecido pela sua contribuição à ciência no desenvolvimento dos conceitos de eletronegatividade e dureza absoluta, definidos na sua teoria de ácidos e bases duros e moles, uma extensão do conceito de teoria ácido-base de Lewis.
Obteve seu doutorado em 1943 pela Northwestern University, onde se tornou professor e trabalhou de 1946 até 1976, transferindo-se então para Universidade da Califórnia, em Santa Bárbara. Recebeu o prêmio de Química Inorgânica da American Chemical Society.
Foi membro da Academia Americana de Ciências.